# Jamu Duman
Pour plus de détails, voir Fiche technique et Distribution.
Jamu Duman est un film documentaire malien réalisé par Salif Traoré.
Ce film est présenté en février 2019 au Festival panafricain du cinéma et de la télévision de Ouagadougou (FESPACO) où il reçoit le prix de l'UEMOA du documentaire.

## Synopsis
Le documentaire traite de l'origine des noms de famille au Mali et en Afrique de l'Ouest.

## Fiche technique
- Titre original : Jamu Duman
- Titre français : Quel beau nom as-tu ?
- Réalisation : Salif Traoré
- Pays d'origine :  Mali

## Distinctions

### Récompenses
- FESPACO 2019 : Prix UEMOA du documentaire